# Asamblea Parlamentaria Federal de Etiopía
La Asamblea Parlamentaria Federal es el órgano que ejerce el poder legislativo en la República Democrática Federal de Etiopía. Se compone de dos cámaras, la Cámara de la Federación y la Cámara de Representantes Populares. Creado con la adopción de la Constitución de Etiopía de 1995, el Parlamento reemplazó al Shengo Nacional como la rama legislativa del gobierno etíope.

## Historia

### Bajo la constitución de 1931.
Un parlamento fue convocado por primera vez por el emperador Haile Selassie en 1931, aunque era en gran parte un cuerpo asesor y feudal, y se consolidó bajo la constitución de 1931. El parlamento bicameral, de igual número, estaba formado por el Senado superior (compuesto en gran parte por la nobleza, la aristocracia, los ministros, los veteranos distinguidos y los comandantes militares) y la Cámara de Diputados inferior (constituida por miembros elegidos por el Emperador, la nobleza y los aristócratas).  
Fue interrumpida por la invasión italiana en 1936 y no se volvió a encontrar hasta después de 1941. En 1955, los ancianos en los distritos en gran parte eligieron a los aristócratas terratenientes para el Senado. 

### Bajo la constitución de 1955.
La constitución de 1955 introdujo nuevos arreglos para el parlamento, incluida la elección de miembros para la Cámara de Diputados, así como el crecimiento de la cámara baja a 250 miembros en comparación con los 125 miembros del Senado en 1974. Sin embargo, los diputados consistían en gran parte de señores feudales, comerciantes ricos y miembros de alto nivel de la administración pública. 
El parlamento se reuniría en cinco sesiones de 1955 a 1974. 

### Durante el Derg y la República Democrática Popular
Cuando la monarquía fue derrocada, el parlamento fue reemplazado por una asamblea de transición de 60 miembros selectos de instituciones gubernamentales y provincias desde 1974 hasta 1975, después de lo cual el gobierno operó en gran parte por decreto a través de la junta militar, llamada Derg, encabezada por Mengistu Haile Mariam. El período sin la apariencia de una legislatura terminó en 1987, cuando se promulgó un Shengo Nacional (consejo) bajo una nueva constitución redactada por Mengistu y los líderes de su partido. 
En ese momento, la legislatura de 835 miembros, se definió como el órgano más alto del poder legislativo estatal. Sus miembros fueron elegidos para mandatos de cinco años. El poder ejecutivo estaba en manos de un presidente y un gabinete elegido por el Shengo Nacional. El presidente era, a su vez, presidente del Consejo de Estado, que actuó para la legislatura entre sesiones. Sin embargo, el poder real estaba en manos del Partido de los Trabajadores, definido como la fuerza principal del Estado y la sociedad.

### Durante la República Democrática Federal
Tras el derrocamiento de Mengistu en 1991, el Shengo fue abolido, y un período de transición duró hasta 1995, cuando se inauguró una nueva legislatura bajo la nueva Constitución. 